# Amazon Prime
Amazon Prime is een betaald abonnement dat wordt aangeboden door het Amerikaanse bedrijf Amazon, waarmee klanten toegang krijgen tot aanvullende diensten.

## Beschrijving
De dienst werd beschikbaar in 2005 als exclusieve dienst voor leden in de Verenigde Staten. Tegen een jaarlijkse vergoeding van US$79 ontvangen abonnees gratis verzending binnen twee dagen voor bepaalde producten en korting op verzending voor levering binnen één dag. Ook het streamen van muziek en video's is onderdeel van Prime Music en Prime Video.
Het programma kwam in 2007 ook beschikbaar in landen als Duitsland, Japan en Groot-Brittannië. In januari 2020 bereikte Amazon Prime wereldwijd 150 miljoen abonnees.
In mei 2021 werd de overname van filmstudio Metro-Goldwyn-Mayer (MGM) bekendgemaakt door Amazon. Amazon is bereid US$ 8,45 miljard, inclusief de schulden van MGM, te betalen. Met deze acquisitie wordt de positie van Amazon Prime Video versterkt. MGM heeft een grote collectie van ruim 4000 films, waaronder de James Bond-reeks, en tv-producties zoals The Handmaid's Tale. MGM stond al enige tijd in de verkoop en Netflix en Apple hebben ook interesse getoond. Netflix is nog de grootste aanbieder, met ruim 200 miljoen abonnees, en Amazon Prime Video telt 175 miljoen abonnees.

## Prime-diensten
Prime Musiceen interne muziekstreamingdienst die vergelijkbaar is met Spotify, Apple Music, YouTube Music en andere muziekstreamingservices. Men krijgt zonder extra kosten toegang tot een bibliotheek met ongeveer twee miljoen nummers.
Prime Videoeen online videobibliotheek die sinds 2014 deel uitmaakt van Amazon Prime.
Prime Pantryvoor het verzenden van huishoudelijk, niet-bederfelijk voedsel in voorraaddozen. De dienst is een alternatief voor wekelijkse boodschappen ter plaatse.
Prime Nowvoor het laten bezorgen van producten in New York binnen een of twee uur.
Prime Aireen bezorgconcept dat gebruikmaakt van onbemande luchtvaartuigen om bestellingen binnen 30 minuten bij klanten te bezorgen.